# Бартоломеу Диаш
Бартоломѐу Дѝаш (на португалски: Bartolomeu Dias, МФА: [baɾtuluˈmeu ˈdiɐʃ]) е португалски пътешественик-изследовател и мореплавател.
По време на експедицията си от 1487 – 1488 г. заобикаля Африка, откривайки нос Добра надежда, в търсене на морски път към Индия – едно от най-важните събития от епохата на Великите географски открития, ставайки първия европеец, преминал от Атлантическия в Индийския океан.

## Произход и ранни години (ок. 1450 – 1487)
Роден е около 1450 година в провинция Алгарв, Португалия. За ранния живот на Диаш практически нищо не е известно. Дълго време е считан за син на капитан на Енрике Мореплавателя, но това също е недоказано твърдение. Обикновено към неговото име е добавяна и фамилията „де Новаиш“, което е документирано за първи път през 1571 г., когато внукът на Диаш получава назначение за губернатор на Ангола.

## Експедиционна дейност (1487 – 1500)
През 1474 г. бъдещият крал Жоао II взема под свой личен надзор португалската търговия с Гвинея. Основно го занимава въпросът колко още на юг се простира африканското крайбрежие. За тази цел на юг са изпратени няколко капитани, от които най-далеч достига Диого Као, който поставя паметен знак – т.нар. падран (каменен стълб с изобразен на него кралски герб), на територията на съвременна Ангола.
След като капитан Диого Као изчезва без следа след поредна експедиция, кралят поръчва на Диаш да заеме неговото място и да се отправи на експедиция в търсене на приказното царство на Презвитер Йоан, което според редици притчи се намира някъде дълбоко във вътрешността на Африка.

### Откриване на нос Добра надежда (1487 – 1488)
Експедицията на Диаш се състои от 3 кораба, един от които се командва от неговия брат, а за главен кормчия на флотилията е назначен Перу Аленкер. Като се приемат за достоверни записките на Христофор Колумб, Диаш отплува от Лисабон през август 1487 г., открива югозападното крайбрежие на Африка от 22º до 33º ю.ш., а на 4 декември акостира в залива „Св. Стефан“, Южна Намибия. Продължава плаването си на юг и открива залива Уолфиш Бей (8 декември), залива Людериц (26 декември) и залива Спенсър (31 декември) и планината Хамаис (6 януари 1488).
След 6 януари започват свирепи бури, които принуждават Диаш да излезе в открито море. След 13 дни, използвайки благоприятните в случая антарктически ветрове, плавайки първоначално на североизток, а после на изток, открива южния бряг на Африка между 22º и 26º и.д. – последователно залива Мосел (Mosselbaai), залива Алгоа на 33°50′ ю. ш. 25°50′ и. д. / 33.833333° ю. ш. 25.833333° и. д. и река Groot-Visrivier. Експедицията достига най-далечната точка от своето плаване на 12 март 1488 – Kwaaihoek, близо до делтата на река Бушмен (Bushman), като през този период се установяват и първите контакти с местните племена на бушмените. В крайна сметка разбунтувалият се екипаж принуждава Диаш да се откаже от вероятното му намерение да достигне и до Индия. Експедицията потегля обратно, като по пътя са открити нос Иглен нос (16 май, 34º 52` ю.ш., най-южната точка на Африка), нос Добра надежда (16 август) и заливът Св. Елена (18 август), след което експедицията се завръща в Португалия с известието, че морският път за Индия е открит.

### Участие в експедицията на Вашку да Гама (1497)
След този успех обаче португалците преустановяват експедициите си към Индия за повече от 10 години. Предполага се, че са изчаквали да получат полезна информация от засекретеното пътуване по суша на Перу ди Ковилян (Pêro da Covilhã). Най-после през 1497 година започва подготовката на експедицията на Вашку да Гама, по време на която Диаш е инспектор на строежа на корабите близнаци „Сау Габриел“ и „Сау Рафаел“. Флотата потегля 8 юли 1497, като Диаш я съпровожда в първия етап от пътуването ѝ – до островите Кабо Верде.

### Участие в експедицията на Педро Алвариш Кабрал (1500)
След успеха на Вашку да Гама, Педро Кабрал е изпратен в Индия от крал Мануел I в качеството си на адмирал на втория португалски флот, състоящ се от 13 кораба и около 1500 души екипаж. За капитан на един от корабите е назначен Бартоломео Диаш. В експедицията участват и Дуарте Перейра и Гаспар Лемуш.
Взимайки курс на югозапад, флотилията първо открива за Португалия брега на Бразилия, откъдето се насочва право на изток. На 29 май 1500 година, вече в непосредствена близост до нос Добра надежда, експедицията се сблъсква със силна буря, при която четири от корабите потъват с целия си екипаж, в това число този на Бартоломеу Диаш. По ирония на съдбата смелият моряк намира смъртта си близо до носа, наречен от него Нос на бурите (Cabo das Tormentas) и чието достигане ще остави името му в историята.